# Worcestershire County Cricket Club
Der Worcestershire County Cricket Club repräsentiert die traditionelle Grafschaft Worcestershire in den nationalen Meisterschaften im englischen Cricket.

## Geschichte

### Die Anfänge
Mannschaften, die unter der Bezeichnung Worcestershire antraten, sind seit den 1840er Jahren bekannt. So spielte eine Mannschaft beispielsweise im Juni 1848 in Powick Hams gegen eine von William Clarke geführte All-England Eleven. Der County Cricket Club wurde am 4. März 1865 im „The Star Hotel“ in Worcester gegründet. Nach der Gründung spielte der Club zunächst eher unbedeutende Spiele. Erst mit dem Eintritt von Paul Foley änderte sich dies. Er bemühte sich die Ernsthaftigkeit im Team zu steigern und gründete mit anderen 1895 die Minor County Championships, den bis heute untergeordneten Wettbewerb für County-Mannschaften hinter der County Championship. Worcestershire war sofort sehr erfolgreich in diesem Wettbewerb. So gewann man die ersten vier Ausgaben, wobei die erste noch mit Norfolk und Durham geteilt wurde. Die Spiele wurden zu dieser Zeit im Boughton Park in Worcester ausgetragen.

### Teilnahme an der County Championship
Auf Grund dieser Erfolge folgte der Aufstieg zum First-Class County zur Saison 1899. Dazu suchte Foley eine neue Heimstätte für den Verein und mietete dafür von der Kirche drei Schafwiesen, auf denen das heutige Stadion New Road entstand. Der erste Kapitän der First-Class-Mannschaft war Harry Foster, der wie später seine sechs Brüder die Anfangszeit des Clubs stark mitbestimmte und dem Club den Spitznamen Fostershire einbrachten. In den ersten Jahren tat sich der Club schwer. Nur 1907 schaffte man ein Resultat in der Tabellenspitze, als man Zweiter der Meisterschaft wurde. Nach diesem Erfolg fiel die Mannschaft wieder zurück und platzierte sich 1912 erstmals als Tabellenletzter. Das brachte den Club in finanzielle Schwierigkeiten und nachdem während der Saison 1913 festgestellt wurde, dass dieser seit seinem Aufstieg in jeder Saison Verluste gemacht hatte, stand der Club vor dem Aus. Nur ein öffentlicher Spendenaufruf konnte die Existenz sichern. Nach dem Ersten Weltkrieg war die Mannschaft so geschwächt, dass sie bei der ersten Nachkriegsausgabe der County Championship 1919 nicht teilnehmen konnte. Auch in den Folgejahren war die Mannschaft grundsätzlich eine der schlechtesten der Liga. Bis zum Zweiten Weltkrieg reichte es nur in der letzten Saison vor dem Krieg 1939 mit einem siebten Platz für die obere Tabellenhälfte. Jedoch kamen in dieser Zeit neue Spieler, wie die Bowler Peter Jackson, Roly Jenkins, Dick Howarth und Reg Perks in die Mannschaft, die nach dem Krieg der Mannschaft einen Aufstieg bescheren sollten.

### Nach dem Zweiten Weltkrieg

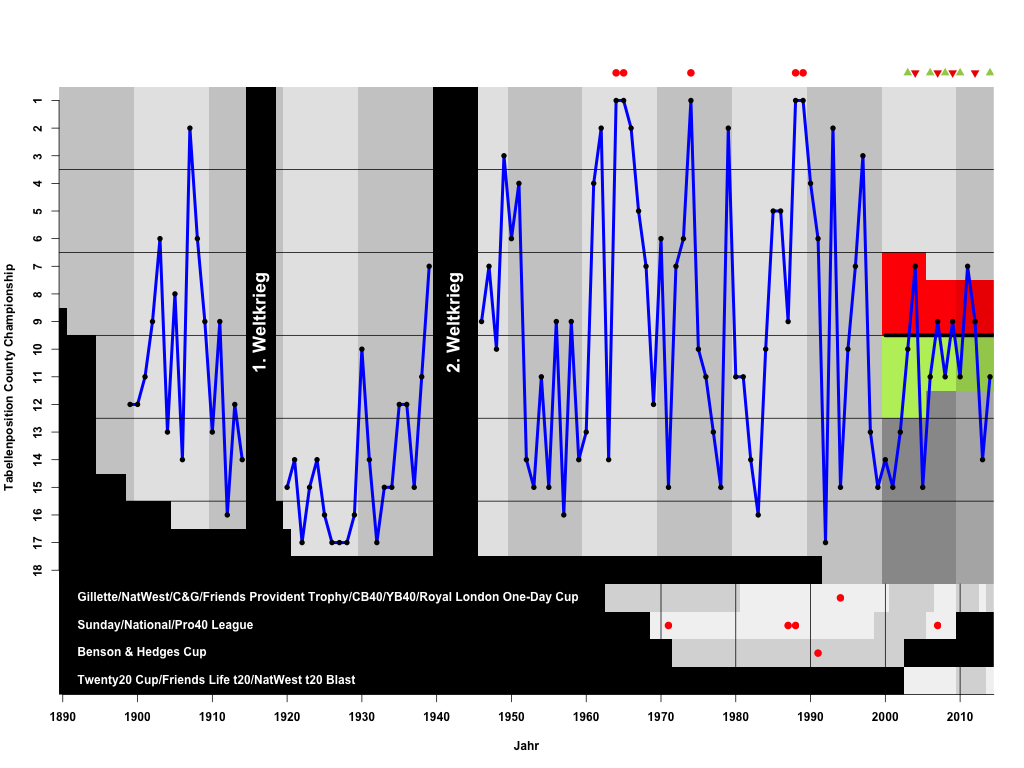
Performance des Worcestershire County Cricket Club im First Class, One-Day und T20 Cricket in den nationalen englischen Wettbewerben.

In den letzten 1940er Jahren gelangen der Mannschaft regelmäßig Platzierungen in der oberen Tabellenhälfte, und 1949 erreichte sie einen dritten Platz. Jedoch konnte man das Niveau nicht halten und ab 1952 bis 1960 platzierte man sich zumeist in der unteren Tabellenhälfte. Erst danach gelang der große Durchbruch. Einem zweiten Platz 1962 folgten 1964 und 1965 die ersten Siege in der County Championship. Auch setzte zu dieser Zeit das One-Day-Cricket ein, bei dem sich Worcestershire schon bald als erfolgreich etablieren sollte. Bei der ersten Ausgabe des Gillette Cups 1963 erreichte die Mannschaft das Finale gegen Sussex, und 1966 konnte man dies wiederholen. Herausragende Spieler dieser Zeit waren Norman Gifford, Tom Graveney, Jack Flavell, Len Coldwell und Basil D’Oliveira, die unter der Führung von Präsident George Dowty und Kapitän Don Kenyon den Club zu den Erfolgen führten. Weitere Erfolgte folgten in den 1970er Jahren. 1971 gelang der Gewinn der John Player League, während in der County Championship zunächst nur mäßige Erfolge erzielt wurden. Dies änderte sich 1974, als man den dritten Erfolg im First-Class-Cricket feiern konnte. Spieler wie John Inchmore und David Humphries kamen in die Mannschaft, jedoch folgten bis Mitte der 1980er Jahre kaum mehr gute Ergebnisse.

### Die zweite goldene Phase
Im Jahr 1987 holte der Club aus Kent Graham Dilley und aus Somerset Ian Botham. Zusammen mit Graeme Hick gelang es eine Erfolgsserie aufzubauen. 1987 gewann man die Refuge Assurance League, was man im Folgejahr wiederholen konnte. Zusätzlich gelang 1988 auch der Gewinn der County Championship. Auch dieser Sieg wurde ein Jahr später wiederholt. Zu Beginn der 1990er Jahre gelang dann auch der erste Sieg im Benson & Hedges Cup im Jahr 1991. Der letzte Sieg dieser Serie war der in der NatWest Trophy 1994, mit dem das Team verhinderte, dass Warwickshire alle Trophäen der Saison gewinnen konnte. Nach den Erfolgen gab es in der Championship viel Auf und Ab. Dies führte letztendlich dazu, dass man zunächst in die zweite Division eingeteilt wurde, als zur Saison 2000 die County Championship in zwei Ligen geteilt wurde. Seitdem ist man dort fünfmal auf- und wieder abgestiegen. 2007 gelang mit dem Gewinn der NatWest Pro40 der nächste Erfolg, für den hauptsächlich Steven Davies, Moeen Ali und Stephen Moore verantwortlich waren. 2014 und 2018 gelang der Gewinn des Twenty20 Cups.

## Stadion
Das Heimstadion des Clubs ist New Road in Worcester. Weitere Stadien wurden in der Vergangenheit genutzt, so beispielsweise Chester Road North Ground in Kidderminster.

## Erfolge

### County Cricket
Gewinn der County Championship (5): 1964, 1965, 1974, 1988, 1989

### One-Day Cricket
Gilette/NatWest/C&G Trophy/FP Trophy (1963–2009) (1): 1994
Sunday/National/Pro40 League (1969–2009) (4): 1971, 1987, 1988, 2007
Benson & Hedges Cup (1972–2002) (1): 1991
ECB 40/Clydesdale Bank/Yorkshire Bank 40 (2010–2013) (0): –
Royal London One-Day Cup (2014-heute) (0): –

### Twenty20
Twenty20 Cup/Friends Life t20/NatWest t20 Blast (1): 2014, 2018

## Statistiken

### Runs
Die meisten Runs im First-Class-Cricket wurden von den folgenden Spielern erzielt:
| Spieler        | Spielzeiten | Runs   |
| -------------- | ----------- | ------ |
| Don Kenyon     | 1946–1967   | 34.490 |
| Graeme Hick    | 1984–2008   | 31.149 |
| Glenn Turner   | 1967–1982   | 22.298 |
| Alan Ormrod    | 1962–1983   | 21.753 |
| Harold Gibbons | 1927–1946   | 20.918 |

### Wickets
Die meisten Wickets im First-Class-Cricket wurden von den folgenden Spielern erzielt:
| Spieler        | Spielzeiten | Runs  |
| -------------- | ----------- | ----- |
| Reg Perks      | 1930–1955   | 2.143 |
| Norman Gifford | 1960–1982   | 1.615 |
| Jack Flavell   | 1949–1967   | 1.507 |
| Fred Root      | 1921–1932   | 1.387 |
| Dick Howorth   | 1933–1951   | 1.274 |